# Pietracolora
Pietracolora è una frazione del comune di Gaggio Montano, situato nell'Appennino bolognese, Emilia-Romagna. Sorge ad una quota che varia tra gli 800 e i 1000 metri slm.

## Storia
L'origine del nome pare derivare da "Pre d'la Clùra" cioè Prato del Nocciolo o da "Préda Cloreda", ovvero pietra colorata, dovuto probabilmente alla presenza di vegetali fossili varicolori, in particolare resti di tronchi fossili silicizzati, che affiorano dalle formazioni sedimentarie affioranti in zona, risalenti al periodo Miocene.

## Monumenti e luoghi d'interesse
- La Torre di Pietracolora, simbolo del paese, è stata progettata a inizio anni '80 e costruita tra il 1988 e il 1991.
- Monte della Vedetta, 1040 mslm, grazie ai sentieri che lo attraversano offre un'ampia panoramica delle valli circostanti, ed è stato nella Seconda guerra mondiale teatro di guerra per la 10th Mountain Division.
- Le Sassane costituiscono una particolare formazione arenaria ai cui piedi sgorga una piccola sorgente termale a strapiombo sul torrente Marano.